# Babylon (Hengelo)
Babylon was van 1972 tot 1985 een open jongerencentrum (OJC) in het Nederlandse Hengelo.

## Geschiedenis
Na de sluiting van voorlopers Kreejennus en Fashion werden in 1972 initiatieven gestart om een open jongerencentrum op te richten. Voor dat doel werd door de jongeren zelf geld ingezameld. In december volgde de officiële oprichting als "Stichting sociaal cultureelwerk Hengelo (O), gevestigd te Hengelo". Het jongerencentrum Babylon werd geopend op 30 maart 1973 in een voormalig café aan de Pastoriestraat, dat moest op last van de brandweer in 1977 sluiten. In 1977 was het jongerencentrum tijdelijk ondergebracht in een pand aan de Cronjéstraat. Een jaar later verhuizen de jongeren naar een voormalig schoolgebouw aan de Wemenstraat. Dit werd door de jongeren grondig verbouwd. Na de verbouwing werd rond Pinksteren 1983 het Doe Wat '83 georganiseerd, onder de naam "Innocent". Innocent is een afsplitsing van Babylon. Vereniging Popbelang Hengelo en Meiden Centrum Macha maakten tevens gebruik van de ruimte. 
In 1984 was Babylon een internationaal trefpunt voor punkcultuur geworden. Het centrum wist bezoekers uit de verre omgeving en van over de grens aan te trekken. Op last van de gemeente werd het jongerencentrum met ingang van 1 januari 1985 gesloten en de subsidie stopgezet. Vanuit de jongeren en symphatisanten werd twee weken voor die tijd op 18 december 1984 nog een festival met protest op het gemeentehuis georganiseerd. Die leidde tot een bezetting van de raadszaal en negen arrestaties, echter het jongerencentrum bleef dicht. In 1985 werd ten slotte nog de LP Babylon: bleibt fahren uitgebracht, met punkbands die in Babylon hebben gespeeld.
Als voortzetting voor de punkers werd op 31 december 1984 Innocent geopend. In 1988 werd Poppodium Metropool geopend. Metropool betrok het voormalige pand van Babylon samen met de Vereniging Popbelang Hengelo en het Meiden Centrum Macha. De beroepskracht van Babylon ging over naar de Winterswijkse Chi Chi Club, dat kort daarna de rol van punkcentrum ging overnemen.